# Shekkacho jezik
Shekkacho jezik (mocha, shakacho, shekka; ISO 639-3: moy), afrazijski jezik sjevernoomotske skupine, kojim govori 54 900 ljudi (1994 popis) u regiji Kafa u Etiopiji. Shekkacho je jedan od dva jezika južne podskupine gonga, drugi je njemu srodan jezik kafa [kbr].
Pismo etiopsko. Nekoliko tisuća ljudi služi se njime kao drugim jezikom. Nije isto što i sheko

## Vanjske poveznice
- Ethnologue (14th)
- Ethnologue (15th)